# نهائي كأس الدنمارك 2025
لُعب نهائي كأس الدنمارك 2025 في 29 مايو 2025 بين كوبنهاغن وسيلكيبورج في إم سي هو أرينا بهرنينغ. كانت المباراة النهائية تتويجًا لكأس الدنمارك 2024–25، الموسم 71 من كأس الدنمارك.
قبل المباراة النهائية، فاز كوبنهاغن بكأس الدنمارك تسع مرات، وكان آخر لقب لهم في 2023. وظهر سيلكيبورج في نهائيهم الرابع، بعد أن فازوا باللقب سابقًا في 2001 و2024.
توج كوبنهاغن بالانتصار، ليصبح أول نادٍ يفوز بعشرة ألقاب في كأس الدنمارك، ويحقق ثنائية الدوري والكأس.

## الفرق
| الفريق    | الظهور في النهائيات السابقة (الخط العريض يشير إلى الفائزين)                 |
| --------- | --------------------------------------------------------------------------- |
| سيلكيبورج | 3 (2001، 2018، 2024)                                                        |
| كوبنهاغن  | 13 (1995، 1997، 2002، 2004، 2007، 2009، 2012، 2014، 2015، 2016، 2017، 2023) |

## الملعب
لُعب النهائي في إم سي هو أرينا في هرنينغ، وهي المرة الأولى التي يستضيف فيها إم سي هو أرينا نهائي كأس الدنمارك.

## الطريق إلى النهائي
ملاحظة: في جميع النتائج أدناه، تُعطى نتيجة الفريق المتأهل للنهائي أولاً (H: داخل الديار؛ A: خارج الديار).
| كوبنهاغن    | كوبنهاغن                                          | الجولة       | سيلكيبورج      | سيلكيبورج                                         |
| ----------- | ------------------------------------------------- | ------------ | -------------- | ------------------------------------------------- |
| الخصم       | النتيجة                                           |              | الخصم          | النتيجة                                           |
| وداعًا       | وداعًا                                             | الدور الأول  | وداعًا          | وداعًا                                             |
| وداعًا       | وداعًا                                             | الدور الثاني | وداعًا          | وداعًا                                             |
| إتش بي كوجي | 0–2 (خارج الديار)                                 | الدور الثالث | سوندرييسكه     | 1–2 (خارج الديار)                                 |
| روسكيلده    | 1–3 (خارج الديار)                                 | دور الـ 16   | هولباك بي & آي | 0–6 (خارج الديار)                                 |
| كولدنغ      | 4–1 (مجموع) 1–3 (خارج الديار) / 1–0 (داخل الديار) | ربع النهائي  | نادي آلبورغ    | 4–3 (مجموع) 1–2 (خارج الديار) / 2–2 (داخل الديار) |
| فيبورج      | 2–0 (مجموع) 0–1 (خارج الديار) / 1–0 (داخل الديار) | نصف النهائي  | نادي بروندبي   | 5–4 (مجموع) 3–3 (خارج الديار) / 2–1 (داخل الديار) |

## المباراة

### التفاصيل
| كوبنهاغن (1) | 3–0   | سيلكيبورج (1) |
| --- | ----- | ------------- |
| جوردان لارسون 3' (تمريرة من محمد اليونسي) · لوكاس ليراجير 34' (تمريرة من جوردان لارسون) · محمد اليونسي 38' · فيكتور كلاسون 45+6' · إلياس عاشوري 57' · راسموس فالك ينسن 77' | تقرير |               |

| الحكام المساعدون: دنيز يورداكول، ستيفن برامسن الحكم الرابع: لاسه غراغارد | قواعد المباراة - 90 دقيقة. - 30 دقيقة من الوقت الإضافي إذا لزم الأمر. - ركلات الترجيح إذا استمر التعادل. - سبعة بدلاء مسموح بهم، يمكن استخدام خمسة منهم كحد أقصى. |

## البث
على عكس السنوات السابقة، تم بث المباراة حصريًا على فيابلاي سبورت نيوز، بعد استحواذ خدمة بث الفيديو على حقوق كأس الدنمارك حتى عام 2030.